# Витебская духовная семинария
Ви́тебская духо́вная семина́рия (бел. Віцебская духоўная семінарыя) — высшее учебное заведение Белорусского экзархата Русской православной церкви, готовящее священно- и церковнослужителей.

## История
В 1852 году ректор Полоцкой духовной семинарии архимандрит Поликарп (Пясецкий) констатировал аварийное состояние семинарского здания и ходатайствовал перед архиепископом Василием (Лужинским) о перемещении семинарии в Витебск, в здание бывшего базилианского монастыря, которое на тот момент было занято губернскими присутственными местами. В 1856 году Полоцкая духовная семинария была переведена в Витебск (в декабре 1871 года она переименована в Витебскую).
В 1867 году с введением нового учебного устава усиливается преподавание Священной истории и Катехизиса.
С 1884 года Витебская семинария печатает в «Полоцких епархиальных ведомостях» отчёты по семинарии: расходы, списки учеников, даты переэкзаменовки, даты оплаты и требования к форме обучающихся.
В 1900 году в Витебской семинарии было 6 классов. Семинаристы изучали: Священное писание, литургию, богословие, библейскую историю, историю Церкви, гражданскую историю, математику, физику, словесность, греческий язык, латинский язык, психологию, логику и церковное пение.
В начале XX века семинария помещалась в двух зданиях: первое — на берегу Западной Двины (бывший жилой корпус базилианского монастыря), второе — дом на Успенской улице (ныне улица Комиссара Крылова).
11 (24) декабря 1917 года было принято постановление СНК «О передаче дела воспитания и образования из духовного ведомства в ведение Народного комиссариата по просвещению». Согласно данному документу, у Православной церкви конфисковывались все учебные заведения. На основании «Декрета СНК о свободе совести в церковных и религиозных обществах», принятого 20 января 1918 года, будет осуществляться отделение Церкви от государства. В связи с этим не смогли продолжать своё обучение: 23 семинариста из VI класса, 28 — из V-го, 32 — из IV-го, 27 — из III-го, 26 — из II-го класса семинарии. 2 мая 1918 года Витебская духовная семинария выпустила своих последних выпускников. Вечером в этот же день они вместе собрались на благодарственный молебен в кафедральном Николаевском соборе. Само же здание семинарии было конфисковано. В нём 1 сентября 1920 года открылся механико-строительный техникум.
Открытая в 1989 году Минская духовная семинария оказалась не в состоянии обеспечить священнослужителями появившиеся на Витебщине православные храмы. Для решения данной проблемы 26 августа 1996 года по указу епископа Витебского и Оршанского Димитрия при Витебском епархиальном управлении открылись одногодичные регентские курсы. 12 сентября 1997 года курсы были разделены на два направления: «Регентское отделение» и «Отделение катехизации». 23 октября 1998 года епископ Димитрий на Синоде Белорусского экзархата Московского патриархата подал рапорт о преобразовании курсов при Витебском епархиальном управлении в духовное училище. Итогом Синода стала положительная резолюция.
Духовное училище в Витебске в первый год своей деятельности готовило церковнослужителей Православной церкви на двух отделениях: псаломщиков — чтецов, псаломщиков, регентов и катехизаторов — преподавателей воскресных школ, курсов религиоведения. В 2001 году, по благословению архиепископа Витебского и Оршанского Димитрия, ректора Витебского духовного училища (ВДУ), было открыто пастырское отделение, призванное возродить традиции духовного образования Витебской епархии. Начиная с августа 2002 года пастырское отделение ВДУ существовало с трёхгодичным сроком обучения, а впоследствии постановлением заседания Священного синода Русской православной церкви от 21 августа 2007 года срок обучения был продлён до четырёх лет.
30 мая 2011 года постановлением Священного синода Русской православной церкви Витебское духовное училище преобразовано в семинарию. Ректором семинарии назначен архиепископ Витебский и Оршанский Димитрий (Дроздов). Первым проректором Витебской духовной семинарии стал иеромонах Серафим (Рахунок).

## Ректоры
- 1871 — Арсений (Иващенко)
- 1872—1879 — Израиль (Никулицкий) и.д.
- 30 декабря 1880—1882 — Анастасий (Добрадин)
- 28 июля 1882—1886 — Паисий (Виноградов) и. д.
- 1888—27.08.1890 — Пичета, Иоанн Христофорович, протоиерей
- 27.08.1890 — — Геннадий (Оконешников), архимандрит
- 5 февраля 1893—1896 — Климент (Стояновский)
- 17 августа 1896 — 13 января 1900 — Константин (Булычёв)
- 4 февраля 1900 — ?? Кирилл
- 14 мая 1905—1906 — Давид (Качахидзе)
- 1906—? — Овсянников, Евграф Михайлович
- 1910—1913 — Феофан (Гаврилов)
- 1877 — 18 ноября 1917 — Артоболевский, Сергей Алексеевич, протоиерей
- 18 ноября 1917—1918 — Кречетович, Иосиф Павлович, протоиерей
- с 30 мая 2011 — Димитрий (Дроздов)